# 9M119 (ミサイル)

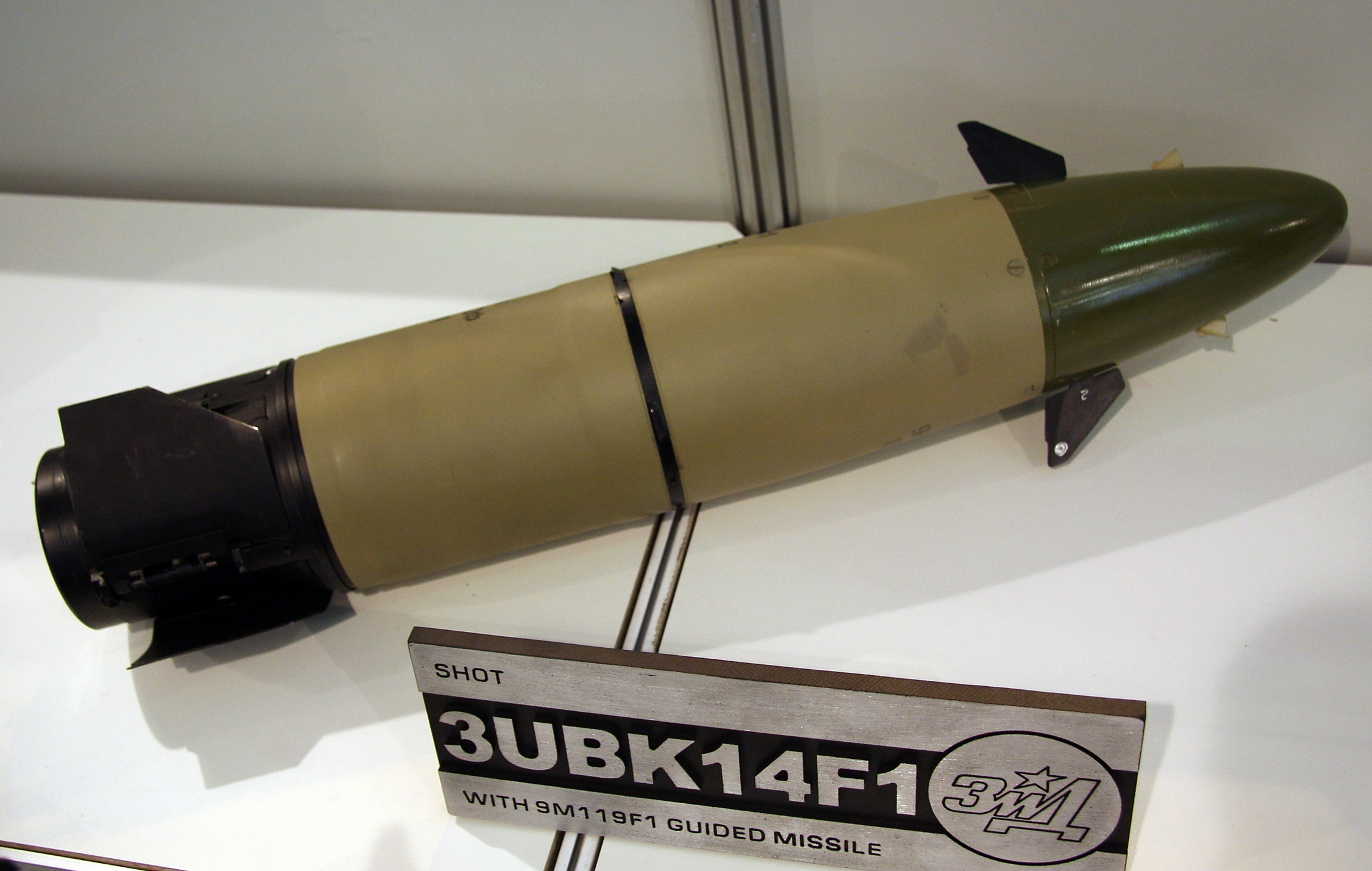
9M119F1

9M119 レフレークス（ロシア語：9М119 «Рефлекс»ヴェーヴャチ・エーム・ストー・ヂヴィナーッツァチ・リフリェークス）は、ソ連で開発された対戦車ミサイルである。改良型は、9M119M レフレークスMと呼ばれた。ミサイル本体は9M119であるが、ミサイル発射システムは9K119と呼ばれる。北大西洋条約機構（NATO）の用いたNATOコードネームでは、9M119はAT-11 スナイパー（Sniper）、9M119MはAT-11 スナイパーB（Sniper-B）と呼ばれた。なお、9M119はGRAUコードによる番号である。
なお、愛称に関しては、9M119に対してはロシアのスヴィーリ川に因んだ「スヴィーリ」という愛称が使われ、9M119Mに対して「レフレークス」が用いられたとする資料も少なくないが、ロシアではこのような区分は見られず、「スヴィーリ」は9K120ミサイル発射システムの愛称とされている。

## 概要
ソ連では、戦車の125mm主砲から発射できる対戦車ミサイルの開発が盛んに行われていた。9M119は、新型戦車T-80の開発にあわせ、それまでのT-64で使用されていた9M112 コブラに代わるミサイルとして開発された。設計は、トゥーラにある自動化・制御システム開発設計局で行われた。
発射は、2A46戦車砲やKBA-3戦車砲から行われる。射程は75-5,000mで、目標へ直角に命中した場合、700-750mmの装甲を破壊できる。また、9M119は2A45M スプルートB砲からも発射できる。9K119は、ソ連時代に開発されたT-80 シリーズに加え、ロシア連邦のT-90 シリーズ、ウクライナのT-84 シリーズにも継承された。普及型戦車として開発されたT-72は、当初は主砲からのミサイル発射能力を有していなかったが、ウクライナで開発されたT-72AG（T-72AH）のような近代化改修型では9M119の運用が可能となっている。加えて、中国の96式戦車、98式戦車、99式戦車でも運用が可能となっている。

## 運用される主な車輌
- T-72AG（ウクライナ）
- T-80U/UD（ウクライナ・ロシア連邦）
- T-84（ウクライナ）
- T-90（ロシア連邦）
- T-95（ロシア連邦）
- チョールヌイ・オリョール（ロシア連邦）
- オプロート（ウクライナ）
- T-64BM ブラート（ウクライナ）
- 96式戦車（中国）
- 98式戦車（中国）
- 99式戦車（中国）
- M-2001（セルビア）